# Communauté de communes du Pays de Foix
Pour les articles homonymes, voir CCPF.
La Communauté de communes du Pays de Foix est une ancienne communauté de communes française, située dans le département de l'Ariège et la région Occitanie. Créée en 1993, elle a fusionné au 1er janvier 2017 avec la Communauté de communes du canton de Varilhes pour former la Communauté d'agglomération Pays Foix-Varilhes.

## Composition
À sa disparition, la communauté de communes regroupait 25 communes :
| Nom                     | Code Insee | Gentilé            | Superficie (km2) | Population (dernière pop. légale) | Densité (hab./km2) |
| ----------------------- | ---------- | ------------------ | ---------------- | --------------------------------- | ------------------ |
| Montgailhard (siège)    | 09207      | Montgaillardéens   | 7,93             | 1 423 (2014)                      | 179                |
| Arabaux                 | 09013      | Arabausois         | 4,59             | 60 (2014)                         | 13                 |
| Baulou                  | 09044      | Baulouais          | 14,62            | 165 (2014)                        | 11                 |
| Bénac                   | 09049      | Bénacais           | 2,80             | 176 (2014)                        | 63                 |
| Le Bosc                 | 09063      | Boscois            | 25,57            | 103 (2014)                        | 4                  |
| Brassac                 | 09066      | Brassacais         | 24,33            | 644 (2014)                        | 26                 |
| Burret                  | 09068      | Burretois          | 4,96             | 41 (2014)                         | 8,3                |
| Celles                  | 09093      | Cellois            | 10,27            | 129 (2014)                        | 13                 |
| Cos                     | 09099      | Cosois             | 6,40             | 406 (2014)                        | 63                 |
| Ferrières-sur-Ariège    | 09121      | Ferriérois         | 3,46             | 848 (2014)                        | 245                |
| Foix                    | 09122      | Fuxéens            | 19,32            | 9 721 (2014)                      | 503                |
| Freychenet              | 09126      | Freychenetois      | 24,69            | 96 (2013)                         | 3,9                |
| Ganac                   | 09130      | Ganacois           | 20,19            | 689 (2014)                        | 34                 |
| L'Herm                  | 09138      | L'Hermois          | 14,67            | 210 (2014)                        | 14                 |
| Loubières               | 09174      | Loubiérois         | 2,90             | 314 (2014)                        | 108                |
| Montoulieu              | 09210      | Montouliais        | 14,12            | 378 (2014)                        | 27                 |
| Pradières               | 09234      | Pradiérois         | 6,79             | 115 (2014)                        | 17                 |
| Prayols                 | 09236      | Prayolais          | 7,76             | 381 (2014)                        | 49                 |
| Saint-Jean-de-Verges    | 09264      | Saint-Jeantains    | 12,73            | 1 200 (2014)                      | 94                 |
| Saint-Martin-de-Caralp  | 09269      | Saint-Martinalpois | 9,16             | 342 (2014)                        | 37                 |
| Saint-Paul-de-Jarrat    | 09272      | Saint-Paulans      | 22,51            | 1 266 (2014)                      | 56                 |
| Saint-Pierre-de-Rivière | 09273      | Saint-Pierrois     | 2,35             | 613 (2014)                        | 261                |
| Serres-sur-Arget        | 09293      | Serrésiens         | 17,73            | 779 (2014)                        | 44                 |
| Soula                   | 09300      | Soulanois          | 11,16            | 195 (2014)                        | 17                 |
| Vernajoul               | 09329      | Vernajouliens      | 9,08             | 652 (2014)                        | 72                 |

## Sources
- Portail des communes de l'Ariège
- Le splaf
- La base Aspic